# Salford Red Devils Rugby League Club
Pour les articles homonymes, voir Reds.
Maillots
Les Salford Red Devils (anciennement Salford City Reds), sont un club professionnel anglais de rugby à XIII situé dans le Grand Manchester. Ils évoluent dans la Super League qui est le championnat élite d'Europe (regroupant des clubs anglais, français et gallois). Ils ont remporté à six reprises le championnat - 1914, 1933, 1937, 1939, 1974, 1976 - ainsi que la Challenge Cup en 1938.
Le club est fondé en 1873 en tant que club de rugby (qui devient plus tard le rugby à XV). Fidèle dans un premier temps au rugby à XV en ne prenant pas part à la scission en 1895 dans les deux codes de rugby, Salford finit par rejoindre le rugby à XIII en 1896. Il ne dispute pas la saison inaugurale de la Super League en 1996 mais la rejoint en 1997, depuis, il n'a manqué que deux saisons dans cette compétition (2003 et 2008) en raison d'une relégation sportive.
Les Red Devils disputaient leurs matchs au Willows, doté d'une capacité de 11 363 places. À partir de 2012, les Red Devils évoluent dans un stade plus moderne, le Salford City Stadium, d'une capacité de 20 000 places au terme de sa construction, selon les souhaits de la Super League.

## Palmarès
| Super League (précédemment RFL Championship)                                                              | Challenge Cup                                                                         | Autres                                                                    |
| --- | ------------------------------------------------------------------------------------- | ------------------------------------------------------------------------- |
| - Champion (6) : 1914, 1933, 1937, 1939, 1974 et 1976 . - Finaliste (5) : 1902, 1903, 1904, 1934 et 2019. | - Vainqueur (1) : 1938. - Finaliste (7) : 1900, 1902, 1903, 1906, 1939, 1969 et 2020. | - Deuxième division anglaise - Champion : 1991, 1996, 1996, 2003 et 2008. |

## Histoire
Le surnom de l'équipe, Red Devils, Diables rouges (qui a par la suite été copié par le grand club de football voisin de Manchester United), lui vient de journalistes français qui lui attribuèrent lors d'une tournée en France effectuée par le club en 1934.
Le club joue au stade Salford City Stadium.

### 2013-2018: rachat par Marwan Koukash
En janvier 2013, Marwan Koukash, propriétaire de pur-sang dans des courses hippiques, décide d'acheter le club et a pour ambition de l'amener le plus haut possible. Dans cette entreprise, il annonce en septembre 2013 les arrivées pour la saison 2014 d'Adrian Morley (international anglais), Rangi Chase (international anglais et meilleur joueur de la Super League en 2011), Gareth Hook (international anglais), Francis Meli (international néo-zélandais), Tony Puletua (international néo-zélandais), Jake Mullaneu, Tim Smith (meilleur jeune joueur de la National Rugby league 2005), Junior Sa'u (international néo-zélandais), et Steve Rapira, Jason Walton et de Greg Johnson. Le tout sera entraîné par Brian Noble, ancien entraîneur de l'équipe d'Angleterre, des Bradford Bulls et des Wigan Warriors. Avec l'arrivée de ce nouveau Président, le club est renommé Salford Red Devils en lieu et place de Salford City Reds. En avril 2014, Brian Noble est démis de sa fonction d'entraîneur en raison d'un début de saison raté pour laisser place à Iestyn Harris.
En avril 2016, le club est reconnu coupable d'avoir enfreint les règles du salary cap lors des saisons 2014 et 2015. Pour sanction, six points sont retirés au club lors de la saison 2016 avec une amende de 5 000 livres sterling. Cette saison précipite le club dans les dernières places et se voit obliger de disputer le Super 8 Qualifiers avec des clubs de Championship. Le club se sauve dans ce mini-championnat en devançant au classement les London Broncos à la différence de points puis remporte le Million Pound Game 19-18 contre Hull KR grâce à un drop de Gareth O'Brien. En 2017, le club termine septième de Super League tout en atteignant pour la première fois depuis 1998 la demi-finale de Challenge Cup, perdue contre Wigan 14-27. Marwan Koukash, déçu, décide de quitter Salford et laisse le club à un conseil d'administration avec à sa tête Andrew Rosler.

### 2018: Vente par Koukash et reprise en main par Andrew Rosler
Le nouveau président est désigné par le conseil d'administration, il s'agit d'Andrew Rosler, directeur d'Ideal Corporate Solutions. Soulevant des inquiétudes auprès des supporters à la suite du départ de Koukash, Rosler se veut rassurant, toutefois le club est de nouveau en danger d'une relégation en 2018 avec une nouvelle participation au Super 8 Qualifiers et c'est à la différence de points que le club parvient à se maintenir en Super League et notamment une victoire à l'ultime match contre le Toulouse olympique XIII 44-10.
A l'orée de la saison 2019, rien ne présageait de la présence de Salford en finale de la Super League. Le club se situe toute la première partie de saison entre la sixième et septième place, mais une série de huit victoires consécutives lors des huit dernières journées permet au club d'atteindre une troisième place finale en saison régulière et une qualification en phase finale grâce à une charnière composée de Jackson Hastings viré en 2018 de Manly-Warringah et de Tuimoala Lolohea arrivé en cours de saison de Leeds. Le club compte également sur les présences de Joshua Jones (nommé dans l'équipe de rêve cette saison-là), de Krisnan Inu (botteur de l'équipe) et de Niall Evalds (auteur de 21 essais). En phase finale, Salford est pourtant battu par Wigan 18-12, mais il se reprend en disposant de Castleford 22-0 et prend sa revanche sur Wigan en finale préliminaire 28-4 pour se qualifier en finale, la première depuis 1976 dans l'histoire de ce club.

## Joueurs emblématiques
Cinq joueurs de Salford ont été nommés dans l'équipe type de la Super League : David Hodgson en 2006, Ben Murdoch-Masila en 2017, Jackson Hastings en 2019,  Josh Jones en 2019, Krisnan Inu en 2020 et Ken Sio en 2021. Robert Lui termine second à l'Albert Goldthorpe Medal en 2017.
| - Gus Risman - Richard Webster |

Néanmoins, le joueur David Watkins, joueur des années 1960, est considéré par la littérature treiziste anglaise comme la « star de l'équipe ».

## Bilan du club toutes saisons et toutes compétitions confondues
| Année       | Année       | Saison régulière Division One | Saison régulière Division One | Saison régulière Division One | Saison régulière Division One | Saison régulière Division One | Saison régulière Division One | Saison régulière Division One | Saison régulière Division One | Phase finale Division One | Phase finale Division One | Phase finale Division One | Phase finale Division One | Phase finale Division One | Phase finale Division One | Phase finale Division One | Challenge Cup      |
| Année       | Année       | Class.                        | Points                        | MJ                            | V.                            | N.                            | D.                            | Pp.                           | Pc.                           | Perf.                     | MJ                        | V.                        | N.                        | D.                        | Pp.                       | Pc.                       | Performance        |
| Saison 1996 | Saison 1996 | 1er                           | 36                            | 20                            | 18                            | 0                             | 2                             | 733                           | 298                           | Champion                  | 1                         | 1                         | 0                         | 0                         | 19                        | 6                         | Quart de finale    |
| Année       | Année       | Saison régulière Super League | Saison régulière Super League | Saison régulière Super League | Saison régulière Super League | Saison régulière Super League | Saison régulière Super League | Saison régulière Super League | Saison régulière Super League | Phase finale Super League | Phase finale Super League | Phase finale Super League | Phase finale Super League | Phase finale Super League | Phase finale Super League | Phase finale Super League | Challenge Cup      |
| Année       | Année       | Class.                        | Points                        | MJ                            | V.                            | N.                            | D.                            | Pp.                           | Pc.                           | Perf.                     | MJ                        | V.                        | N.                        | D.                        | Pp.                       | Pc.                       | Performance        |
| Saison 1997 | Saison 1997 | 6e                            | 22                            | 22                            | 11                            | 0                             | 11                            | 428                           | 495                           | pas de phase finale       | pas de phase finale       | pas de phase finale       | pas de phase finale       | pas de phase finale       | pas de phase finale       | pas de phase finale       | Demi-finale        |
| Saison 1998 | Saison 1998 | 11e                           | 13                            | 23                            | 6                             | 1                             | 16                            | 5319                          | 575                           | Non qualifié              | -                         | -                         | -                         | -                         | -                         | -                         | Demi-finale        |
| Saison 1999 | Saison 1999 | 12e                           | 13                            | 30                            | 6                             | 1                             | 23                            | 526                           | 916                           | Non qualifié              | -                         | -                         | -                         | -                         | -                         | -                         | Quart de finale    |
| Saison 2000 | Saison 2000 | 9e                            | 20                            | 28                            | 10                            | 0                             | 18                            | 542                           | 910                           | Non qualifié              | -                         | -                         | -                         | -                         | -                         | -                         | Quart de finale    |
| Saison 2001 | Saison 2001 | 10e                           | 16                            | 28                            | 8                             | 0                             | 20                            | 587                           | 596                           | Non qualifié              | -                         | -                         | -                         | -                         | -                         | -                         | Seizième de finale |
| Saison 2002 | Saison 2002 | 12e                           | 11                            | 28                            | 5                             | 1                             | 22                            | 490                           | 856                           | Non qualifié              | -                         | -                         | -                         | -                         | -                         | -                         | Seizième de finale |
| Année       | Année       | Saison régulière League 1     | Saison régulière League 1     | Saison régulière League 1     | Saison régulière League 1     | Saison régulière League 1     | Saison régulière League 1     | Saison régulière League 1     | Saison régulière League 1     | Phase finale League 1     | Phase finale League 1     | Phase finale League 1     | Phase finale League 1     | Phase finale League 1     | Phase finale League 1     | Phase finale League 1     | Challenge Cup      |
| Année       | Année       | Class.                        | Points                        | MJ                            | V.                            | N.                            | D.                            | Pp.                           | Pc.                           | Perf.                     | MJ                        | V.                        | N.                        | D.                        | Pp.                       | Pc.                       | Performance        |
| Saison 2003 | Saison 2003 | 1er                           | 30                            | 18                            | 14                            | 2                             | 2                             | 732                           | 294                           | Champion                  | 2                         | 2                         | 0                         | 0                         | 57                        | 32                        | Quart de finale    |
| Année       | Année       | Saison régulière Super League | Saison régulière Super League | Saison régulière Super League | Saison régulière Super League | Saison régulière Super League | Saison régulière Super League | Saison régulière Super League | Saison régulière Super League | Phase finale Super League | Phase finale Super League | Phase finale Super League | Phase finale Super League | Phase finale Super League | Phase finale Super League | Phase finale Super League | Challenge Cup      |
| Année       | Année       | Class.                        | Points                        | MJ                            | V.                            | N.                            | D.                            | Pp.                           | Pc.                           | Perf.                     | MJ                        | V.                        | N.                        | D.                        | Pp.                       | Pc.                       | Performance        |
| Saison 2004 | Saison 2004 | 9e                            | 16                            | 28                            | 8                             | 0                             | 20                            | 507                           | 828                           | Non qualifié              | -                         | -                         | -                         | -                         | -                         | -                         | Seizième de finale |
| Saison 2005 | Saison 2005 | 9e                            | 22                            | 28                            | 11                            | 0                             | 17                            | 549                           | 732                           | Non qualifié              | -                         | -                         | -                         | -                         | -                         | -                         | Huitième de finale |
| Saison 2006 | Saison 2006 | 5e                            | 26                            | 28                            | 13                            | 0                             | 15                            | 600                           | 539                           | Play off 1                | 1                         | 0                         | 0                         | 1                         | 6                         | 52                        | Quart de finale    |
| Saison 2007 | Saison 2007 | 12e                           | 13                            | 27                            | 6                             | 1                             | 20                            | 475                           | 874                           | Non qualifié              | -                         | -                         | -                         | -                         | -                         | -                         | Huitième de finale |
| Année       | Année       | Saison régulière League 1     | Saison régulière League 1     | Saison régulière League 1     | Saison régulière League 1     | Saison régulière League 1     | Saison régulière League 1     | Saison régulière League 1     | Saison régulière League 1     | Phase finale League 1     | Phase finale League 1     | Phase finale League 1     | Phase finale League 1     | Phase finale League 1     | Phase finale League 1     | Phase finale League 1     | Challenge Cup      |
| Année       | Année       | Class.                        | Points                        | MJ                            | V.                            | N.                            | D.                            | Pp.                           | Pc.                           | Perf.                     | MJ                        | V.                        | N.                        | D.                        | Pp.                       | Pc.                       | Performance        |
| Saison 2008 | Saison 2008 | 1er                           | 45                            | 18                            | 12                            | 3                             | 3                             | 614                           | 302                           | Finaliste                 | 3                         | 1                         | 0                         | 2                         | 98                        | 98                        | Seizième de finale |
| Année       | Année       | Saison régulière Super League | Saison régulière Super League | Saison régulière Super League | Saison régulière Super League | Saison régulière Super League | Saison régulière Super League | Saison régulière Super League | Saison régulière Super League | Phase finale Super League | Phase finale Super League | Phase finale Super League | Phase finale Super League | Phase finale Super League | Phase finale Super League | Phase finale Super League | Challenge Cup      |
| Année       | Année       | Class.                        | Points                        | MJ                            | V.                            | N.                            | D.                            | Pp.                           | Pc.                           | Perf.                     | MJ                        | V.                        | N.                        | D.                        | Pp.                       | Pc.                       | Performance        |
| Saison 2009 | Saison 2009 | 13e                           | 14                            | 27                            | 7                             | 0                             | 20                            | 456                           | 754                           | Non qualifié              | -                         | -                         | -                         | -                         | -                         | -                         | Quart de finale    |
| Saison 2010 | Saison 2010 | 12e                           | 16                            | 27                            | 8                             | 0                             | 19                            | 448                           | 857                           | Non qualifié              | -                         | -                         | -                         | -                         | -                         | -                         | Seizième de finale |
| Saison 2011 | Saison 2011 | 11e                           | 20                            | 27                            | 10                            | 0                             | 17                            | 542                           | 809                           | Non qualifié              | -                         | -                         | -                         | -                         | -                         | -                         | Huitième de finale |
| Saison 2012 | Saison 2012 | 11e                           | 17                            | 27                            | 8                             | 1                             | 18                            | 618                           | 844                           | Non qualifié              | -                         | -                         | -                         | -                         | -                         | -                         | Huitième de finale |
| Saison 2013 | Saison 2013 | 14e                           | 11                            | 27                            | 6                             | 1                             | 20                            | 436                           | 953                           | Non qualifié              | -                         | -                         | -                         | -                         | -                         | -                         | Huitième de finale |
| Saison 2014 | Saison 2014 | 10e                           | 23                            | 27                            | 11                            | 1                             | 5                             | 608                           | 695                           | Non qualifié              | -                         | -                         | -                         | -                         | -                         | -                         | Huitième de finale |
| Saison 2015 | Saison 2015 | 11e                           | 27                            | 30                            | 13                            | 1                             | 16                            | 686                           | 820                           | Non qualifié              | -                         | -                         | -                         | -                         | -                         | -                         | 5e tour            |
| Saison 2016 | Saison 2016 | 13e                           | 14                            | 31                            | 14                            | 0                             | 17                            | 787                           | 643                           | Non qualifié              | -                         | -                         | -                         | -                         | -                         | -                         | Huitième de finale |
| Saison 2017 | Saison 2017 | 7e                            | 28                            | 30                            | 14                            | 0                             | 16                            | 680                           | 728                           | Non qualifié              | -                         | -                         | -                         | -                         | -                         | -                         | Demi-finale        |
| Saison 2018 | Saison 2018 | 9e                            | 24                            | 30                            | 12                            | 0                             | 18                            | 602                           | 672                           | Non qualifié              | -                         | -                         | -                         | -                         | -                         | -                         | Huitième de finale |
| Saison 2019 | Saison 2019 | 3e                            | 34                            | 29                            | 17                            | 0                             | 12                            | 783                           | 597                           | Finaliste                 | 4                         | 2                         | 0                         | 2                         | 68                        | 45                        | Huitième de finale |
| Saison 2020 | Saison 2020 | 9e                            | 16                            | 18                            | 8                             | 0                             | 10                            | 354                           | 469                           | Non qualifié              | -                         | -                         | -                         | -                         | -                         | -                         | Finaliste          |
| Saison 2021 | Saison 2021 | 11e                           | 14                            | 22                            | 7                             | 0                             | 15                            | 402                           | 584                           | Non qualifié              | -                         | -                         | -                         | -                         | -                         | -                         | Quart de finale    |
| Saison 2022 | Saison 2022 | 6e                            | 28                            | 27                            | 14                            | 0                             | 13                            | 700                           | 602                           | Demi-finale               | 2                         | 1                         | 0                         | 1                         | 40                        | 19                        | Huitième de finale |
| Saison 2023 | Saison 2023 | 7e                            | 26                            | 27                            | 13                            | 0                             | 14                            | 494                           | 512                           | Non qualifié              | -                         | -                         | -                         | -                         | -                         | -                         | Quart de finale    |
| Saison 2024 | Saison 2024 | 4e                            | 32                            | 27                            | 16                            | 0                             | 11                            | 550                           | 547                           | 1er tour                  | 1                         | -                         | -                         | 1                         | 6                         | 14                        | Huitième de finale |
| Saison 2025 | Saison 2025 | -                             | -                             |                               |                               |                               |                               |                               |                               | -                         | -                         | -                         | -                         | -                         | -                         | -                         | Quart de finale    |